# François-Henri Pinault

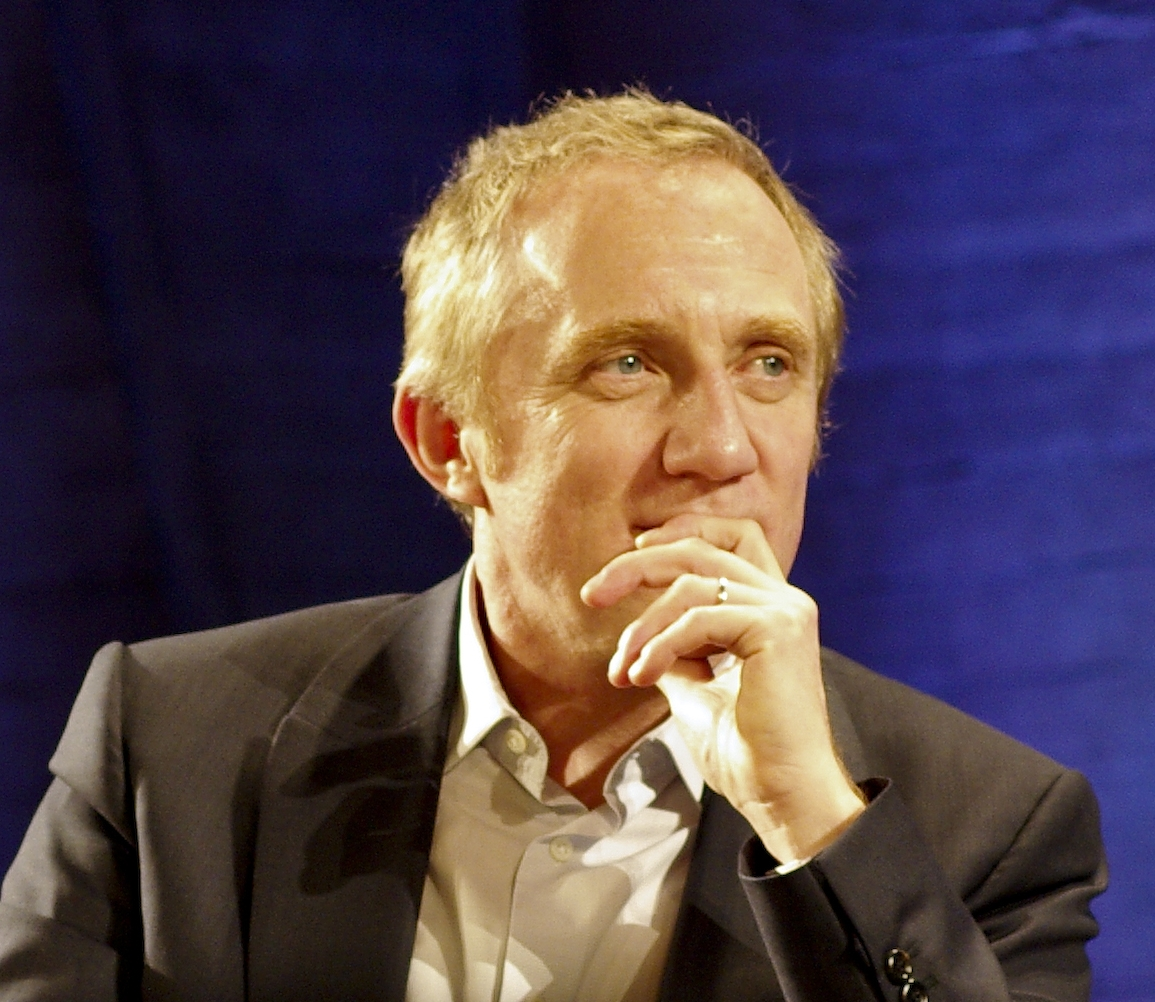
François-Henri Pinault

François-Henri Pinault (* 28. Mai 1962 in Rennes, Bretagne) ist ein französischer Manager und Sohn des bekannten Milliardärs François Pinault. Er sitzt seit Dezember 1998 auch im Verwaltungsrat des Mischkonzerns Bouygues.

## Leben
Er schloss im Jahre 1985 sein Studium an der École des Hautes Études Commerciales in Paris ab und im Jahre 1989 wurde er Generaldirektor von France Bois Industries. 1997 übernahm er den Posten des Generaldirektors von Fnac. Am 21. März 2005 wurde er Nachfolger von Serge Weinberg auf dem Posten des CEO des börsennotierten Unternehmens Kering.
Pinault ist Mitglied des Conseil Stratégique des Technologies de l'Information, eines Gremiums, dem der französische Ministerpräsident vorsitzt und dem führende Unternehmer angehören. Die Aufgabe des Gremiums ist, die französische Regierung hinsichtlich neuer Informationstechnologien zu beraten.
Pinault hat zusammen mit dem Model Linda Evangelista einen Sohn, Augustin James (geboren am 11. Oktober 2006).
François-Henri Pinault ist mit der Schauspielerin Salma Hayek verheiratet. Die beiden sind seit September 2007 Eltern einer Tochter. Obwohl im Juli 2008 die Auflösung der Verlobung bekanntgegeben wurde, fand am 14. Februar 2009 die Hochzeit in Paris statt.
Nach dem Brand von Notre-Dame in Paris 2019 kündigte Pinault an, er und sein Vater würden über die Familien-Holding 100 Millionen Euro für den Wiederaufbau der Kathedrale bereitstellen.